# NGC 3068
NGC 3068 (другие обозначения — ZWG 153.6, UGC 5353, NPM1G +29.0180, MCG 5-24-6, ARP 174, PGC 28815) — линзовидная галактика (морфологический тип по Вокулёру S00) в созвездии Льва. Открыта Уильямом Гершелем 12 марта 1785 года.
Этот объект входит в число перечисленных в оригинальной редакции «Нового общего каталога».
На изображении DSS видна очень маленькая линзовидная галактика с ярким ядром и слабыми продолжениями, ориентированная с восток-юго-востока на запад-северо-запад. На расстоянии 0,5′ к юго-западу находится тусклый спутник NGC 3068B. Эта пара также включена в Атлас пекулярных галактик (с идентификатором Arp 174), поскольку спутник выбрасывает крайне слабый диффузный приливной хвост с заметными областями звездообразования. Этот приливный хвост не виден на изображении DSS, но становится заметным на фотографиях с более высоким разрешением. Визуально при наблюдении в любительский телескоп NGC 3068 видна как очень тусклое, маленькое туманное пятнышко. Её поверхностная яркость равномерная, края определяются плохо. Для У.Гершеля на момент открытия она была на пределе различимости. Его описание гласит: «Крайне тусклая, крайне маленькая, проверено при [увеличении] 240, сомнительная». В своих пояснительных заметках он написал: «Подозревается, крайне тусклая, крайне маленькая, звездообразная, при [увеличении] 240 остаются сомнения, но проявляет тот же подозрительный туманный вид, от которого были свободны другие звезды этой величины». Французский наблюдатель Гийом Бигурдан не смог различить её с помощью 12-дюймового рефрактора Парижской обсерватории. Радиальная скорость: 6274 км/с. Расстояние: 280 млн световых лет. Диаметр: 73 тыс. световых лет.